# Aeroportul El Golea
Aeroportul El Golea (IATA: ELG, ICAO: DAUE) este un aeroport din Algeria ce deservește zona El Golea.
Situat la o altitudine de 398 m, aeroportul dispune de o singură pistă.